# Heimssýn
 (septembre 2017).
Heimssýn est un mouvement islandais eurosceptique fondé en 2002.